# Kanton Champigny-sur-Marne-Ouest
Der Kanton Champigny-sur-Marne-Ouest war von 1976 bis 2015 ein französischer Wahlkreis im Arrondissement Nogent-sur-Marne, im Département Val-de-Marne und in der Region Île-de-France. Er bestand aus einem Teil der Stadt Champigny-sur-Marne.

## Bevölkerungsentwicklung
| 1990   | 1999   |
| ------ | ------ |
| 17.867 | 17.106 |